# Voskovka nádherná
Voskovka nádherná (Hygrocybe splendidissima), jinak také šťavnatka nádherná, je druh houby z čeledi šťavnatkovité (Hygrophoraceae).

## Znaky
Klobouk dorůstá v průměru 2–10 cm, v mládí kónický či polokulovitý se postupně rozprostírá do plochy, přičemž vyniká nízký středový hrbol. Pokožka je hladká, suchá nebo velmi jemně oslizlá, matná, výrazně červená či oranžová, stářím bledne do žlutavě oranžové.
Lupeny jsou oranžové až červené, na ostří znatelně bledší, u třeně jsou široce připojené, na klobouku spíše řídce uspořádané. Výtrusný prach je bílý.
Třeň je 7–10 cm dlouhý, tvarem různě pokroucený a pomačkaný, často se středovou rýhou, matný, suchý, vláknitý, barvy naoranžovělé či totožné s kloboukem, báze je bleděžlutá a mírně zašpičatělá.
Červenožlutá dužnina voní zemitě až hnilobně, u suchých plodnic voní po medových plástvích, chuťově je mírná.

## Užití
Nejedlá houba.

## Ekologie
Od května do listopadu roste tato šťavnatka poměrně vzácně na nehnojených travnatých plochách (loukách, pastvinách) zejména v (pod)horských oblastech.

## Rozšíření
Druh byl popsán v oblastech západního pobřeží USA, Evropy a Blízkého východu.

## Galerie

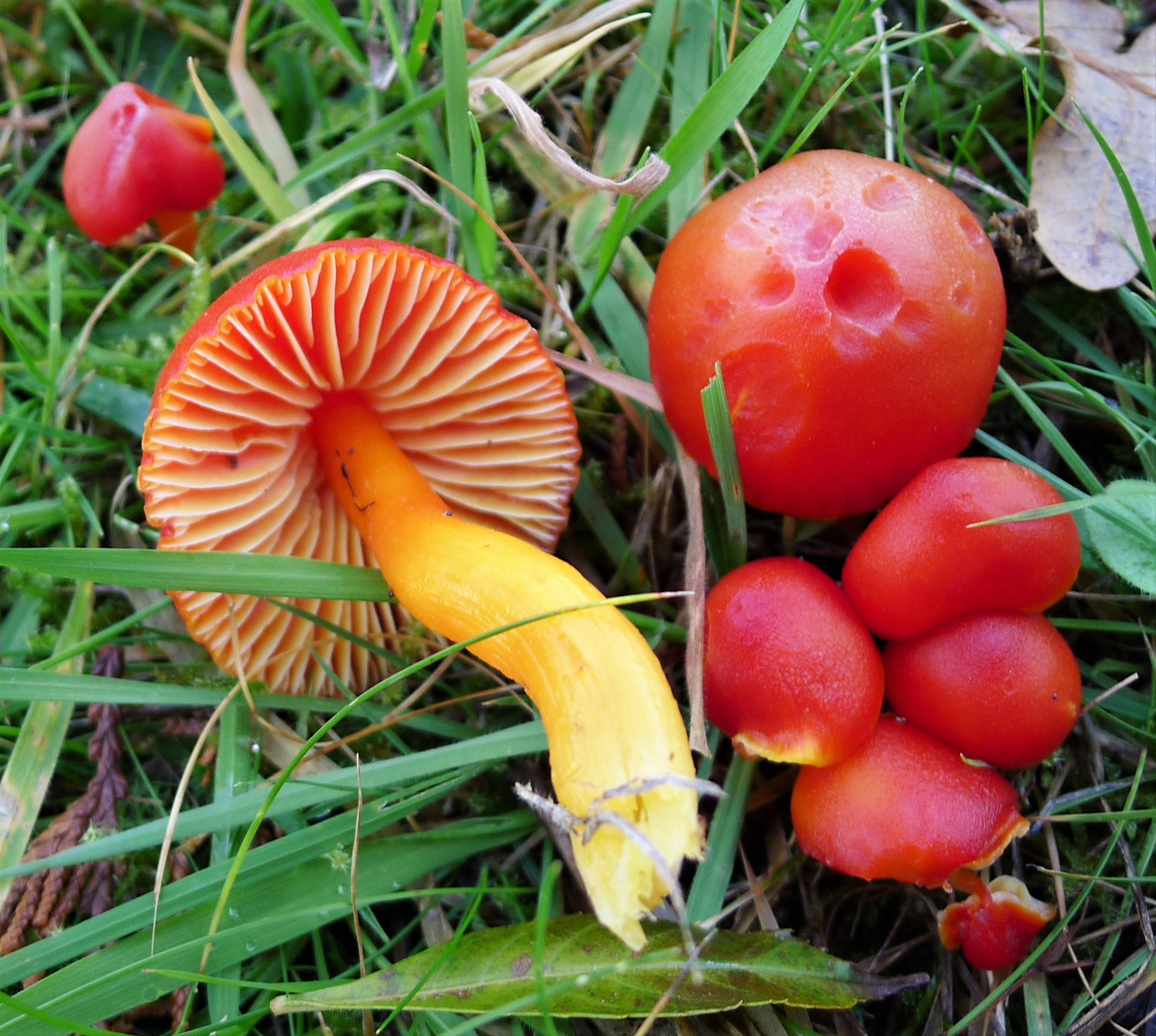
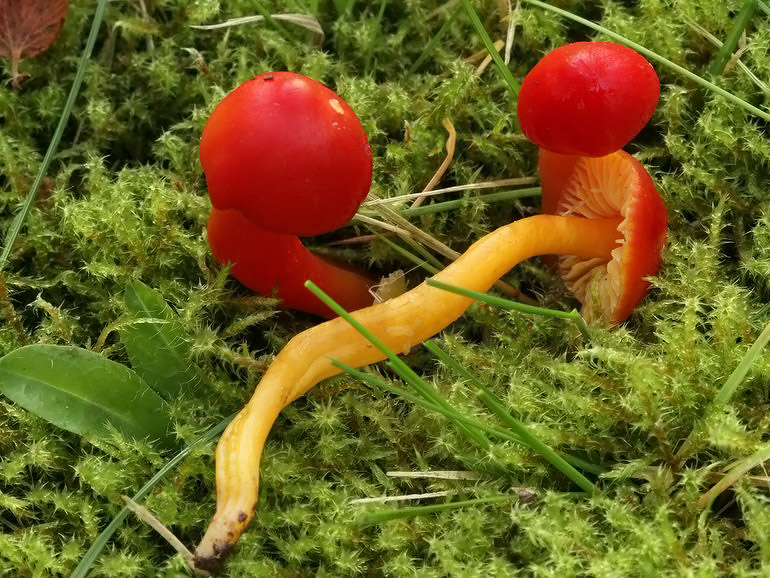
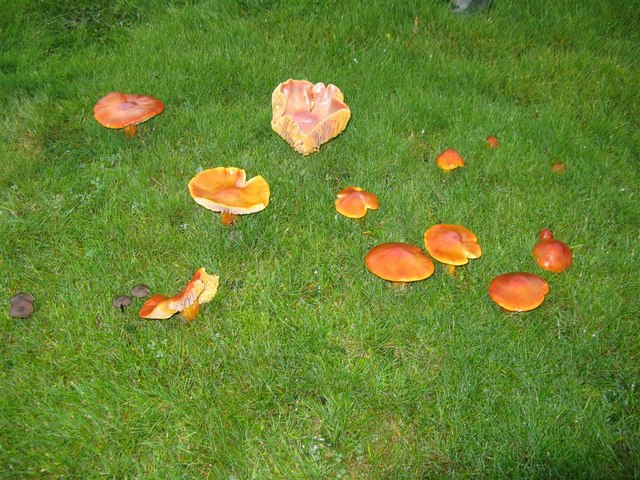
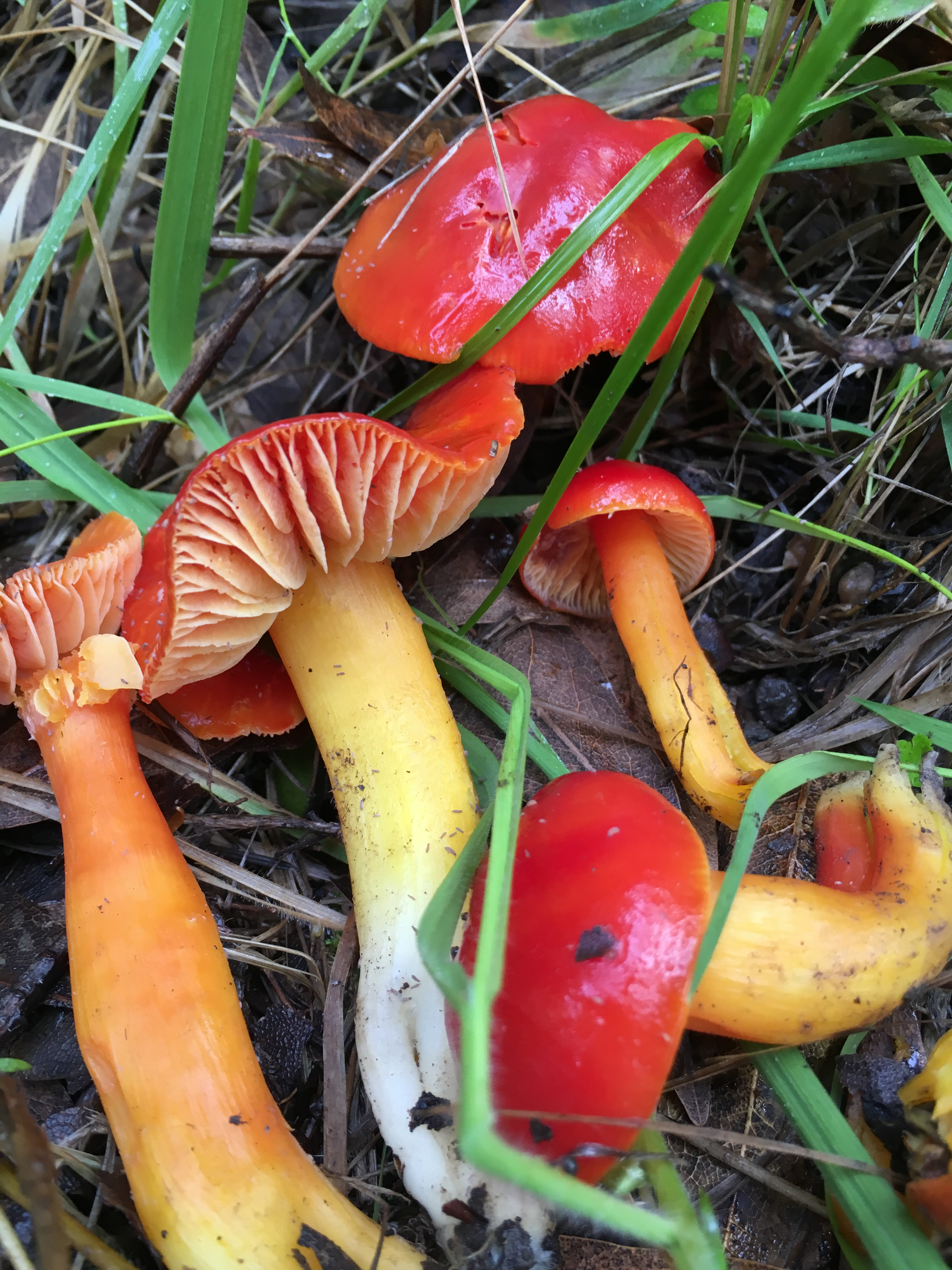

## Možnost záměny
- Voskovka Reidova (Hygrocybe reidii)
- Voskovka šarlatová (Hygrocybe coccinea)
- Voskovka granátová (Hygrocybe punicea) - Voskovka nádherná je považována za její poddruh (jako Hygrocybe punicea var. splendidissima), liší se nevláknitým třeněm a vůní suchých plodnic.[6][7]